# Eli Aflalo

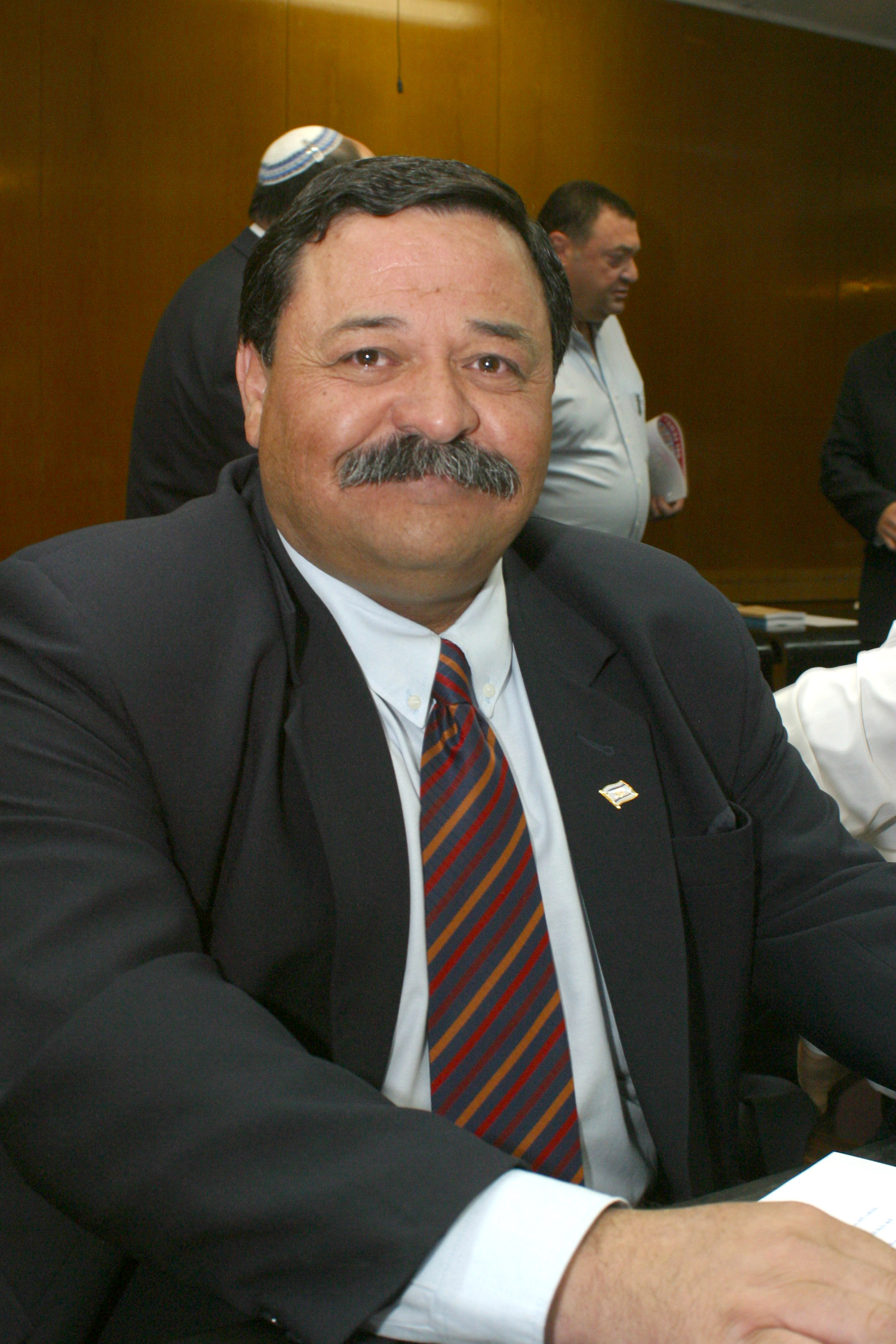
Eli Aflalo

Eli Aflalo (hebräisch אלי אפללו‎, * 8. September 1952 in Casablanca) ist ein israelischer Politiker und ehemaliger Minister für die Aufnahme von Einwanderern.

## Leben
Aflalo zog 1962 nach Israel, wo er seinen Wehrdienst leistete. Er wurde 2003 Abgeordneter in der Knesset für den Likud und wurde am 30. März 2005 zum stellvertretenden Minister für Industrie, Wirtschaft und Handel berufen. Am 14. Juli 2008 wurde er Minister für die Aufnahme von Einwanderern. Das Amt führte er bis März 2009. Aflalo konnte seinen Sitz bei den Wahlen 2009 behalten, nachdem er auf Platz 14 der Liste der Kadima stand. 2012 schied er aus der Knesset aus.